# Autoserica nasuta
Autoserica nasuta är en skalbaggsart som beskrevs av Frey 1968. Autoserica nasuta ingår i släktet Autoserica och familjen Melolonthidae. Inga underarter finns listade.